# Amazon Fishbowl
Amazon Fishbowl(アマゾン・フィッシュボウル) はビル・マー司会のAmazon.comのネットトーク番組。情報の特集や、最近発売された本や音楽、映画に関連するインタビューを行った。Amazon Fishbowlは2006年6月1日に開始されたが、12話が放映された後の2007年の後期に終了し短命に終わった。
アマゾンの広報担当者は、番組は「アーティストの発見経験と次の購入機会の分断」を解消するために作られたと述べた 。

## 番組形式
Amazon Fishbowlは伝統的なトーク番組の形式をとり、ショートコメディ芝居や、ショートインタビュー、所々にアマゾン関連のプロモーションが散在した音楽パフォーマンスがあった。ビル・マーがインタビューした著名なゲストの中には、ロブ・トーマスやディクシー・チックス、スティーヴン・キング、ダッシュボード・コンフェッショナルなどがいた。